# Tomek Tryzna
Tomek Tryzna (* 15. März 1948 in Ostroszowice, Niederschlesien) ist ein polnischer Schriftsteller und Filmregisseur. Schon zu seiner Schulzeit in Świdnica fing er an, Amateurfilme zu drehen, und machte daraus später seinen Beruf. Außerdem verfasste er mehrere Drehbücher und Romane. Gegenwärtig lebt er in Warschau.
Sein bekanntestes Werk ist der 1994 erschienene Roman Panna Nikt (dt. Fräulein Niemand, 1999, ISBN 3-442-72500-3). Es wurde vorübergehend zum meistverkauften Buch im postkommunistischen Polen und in viele Sprachen übersetzt.
Das Buch schildert die Entwicklung eines 15-jährigen Mädchens, das zwischen den Freundschaften zu zwei zerstrittenen Klassenkameradinnen steht. Obwohl das Buch schon vor Ende des Kommunismus geschrieben wurde und autobiografische Züge trägt, wurde es allgemein als Parabel auf das moderne Polen zwischen Bourgeoisie und Neureichentum verstanden.
Andrzej Wajda verfilmte das Buch 1996 und stellte den Film im Wettbewerb der Berlinale 1997 vor.
2002 veröffentlichte Tryzna einen weiteren Roman Idź, kochaj, der unter dem Titel Zauberer (ISBN 3-630-87183-6) 2006 auch auf Deutsch erschien.